# Cultura Dimini

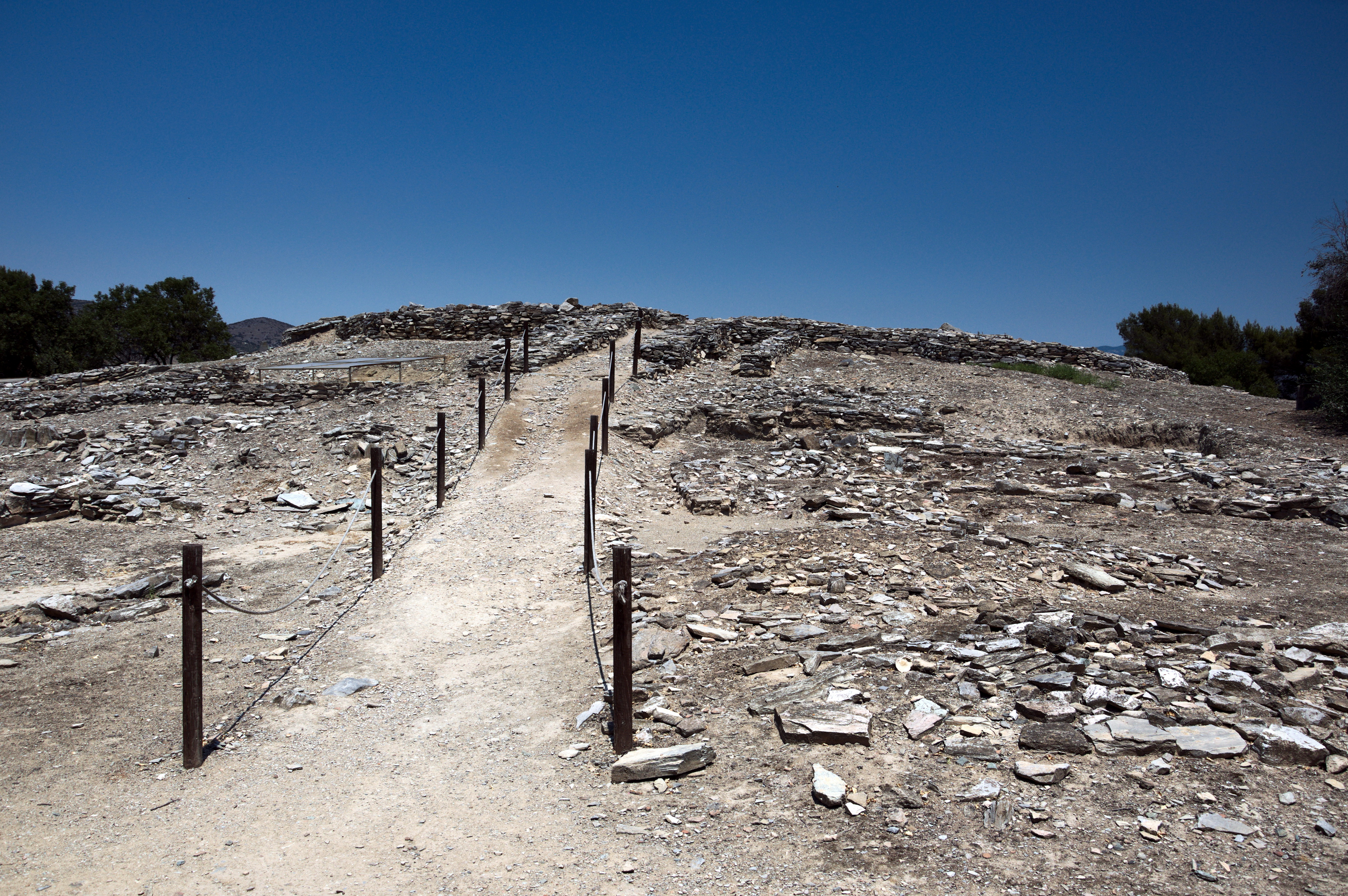

A cultura Dimini (4800-4 500 a.C.) prosperou na região da Tessália em um momento marcado por crescente regionalismo; no final de seu desenvolvimento (4 500 a.C.) seu principal assentamento, Dimini, é subitamente abandonado sendo reocupado apenas durante o período micênico. Os assentamentos do período são compostos por grandes edifícios retangulares e megarons feitos com pedra (Dimini) ou madeira (Mandalo), valas (Otzaki, Makriyialos) ou invólucros de pedra (Dimini, Sesklo) e áreas para atividades especializadas (Makriyialos); no interior das residências foram identificados lareiras e porões. Os mortos adultos eram enterrados em covas rasas de forma contraída ou flexionada, enquanto as crianças eram depositadas em jarros.
Policultura, fabricação de joias, manuseio de metais (prata e cobre), produção de ferramentas de obsidiana e estatuetas de mármore, comércio e produção de cerâmica são as principais atividades econômicas da cultura; sua cerâmica era incisa (especialmente espirais) e pintada com preto sobre um fundo esbranquiçado. A presença de pés de urso nos assentamentos é uma possível evidência de uso de peles para produção de cortinas e tapetes.